# Berwaldszky Kálmán
Berwaldszky Kálmán (Pankota, 1875. március 14. – Budapest, 1932. június 27.) pedagógus. 1895-től az iglói római katolikus elemi iskola tanítója, majd 1912-től igazgatója. 1919-től szakfelügyelő a budapesti tanfelügyelőségnél, 1920-tól a vallás- és közoktatásügyi minisztériumban. A Néptanítók Lapjának szerkesztője, emellett 1924-től iparostanonc-iskolai szakfelügyelő. Társszerkesztője volt a Pedagógiai Zsebnaptárnak és a Népiskolai Egységes Vezérkönyveknek. Oktatásüggyel, a Szepesség történetével, művészettörténettel foglalkozó cikkei és ismertetései jelentek meg.

## Művei
- A magyar katolikus iskolázás története (Igló, 1900)
- A népiskolai rajzoktatás (Igló, 1907)
- A sienai származású Gallicus-család és művészete (Igló, 1908)
- Szilassy János lőcsei zománcfestő ötvös (Művészet, 1910)
- Hadi mozgalmak Szepesség földjén II. Rákóczi Ferenc korában. (Igló, 1912)
- Nemes levelek a szepesi káptalan levéltárában. Turul, 31, 1913.
- A rajzoktatás módszere (Tscheik Ernővel, Bp., 1931).